# Castletown (Wyspa Man)

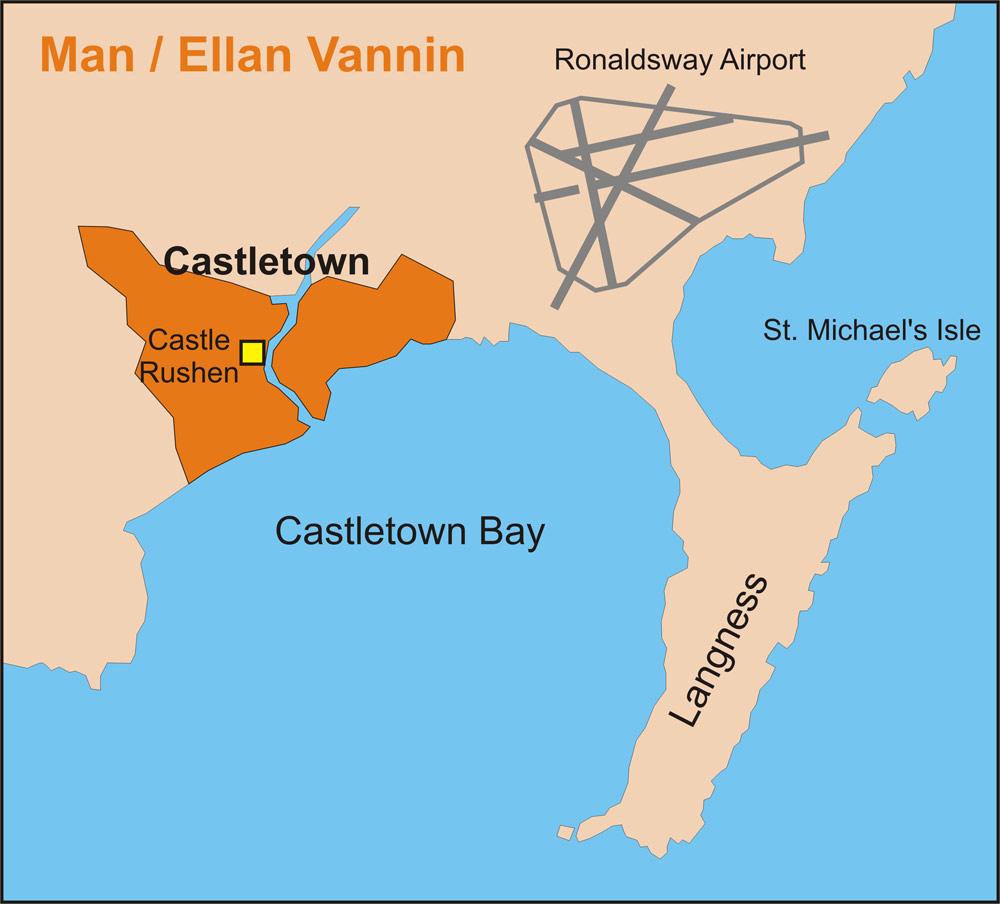
Plan okolic miasta Castletown

Castletown (manx Balley Chashtal) – miejscowość położona na południowym wybrzeżu Wyspy Man nad rzeką Silverburn i nad zatoką Castletown Bay. Do 1863 roku była stolicą wyspy – obecnie stolicą jest Douglas.
Według spisu ludności z 2001 roku, Castletown liczy 3100 mieszkańców. 
Dwa kilometry na wschód od miasta znajduje się półwysep Langness, na którym została w 1880 oddana do użytku latarnia morska Langness.
Port, zabytkowy zamek – Castle Rushen, była siedziba parlamentu wyspy – Old House of Keys, muzeum morskie – Nautical Museum. W pobliżu lotnisko Ronaldsway.